# Tournoi de clôture du championnat du Paraguay de football 2015
Navigation
Tournoi précédent Tournoi suivant
Le tournoi de clôture de la saison 2015 du Championnat du Paraguay de football est le second tournoi semestriel de la cent-cinquième saison du championnat de première division au Paraguay. Les douze clubs participants sont réunis au sein d'une poule unique où ils affrontent leurs adversaires deux fois, à domicile et à l'extérieur. À l’issue du tournoi, un classement cumulé des trois dernières années permet de déterminer les deux clubs relégués en deuxième division.
C'est le Club Olimpia qui remporte le tournoi après avoir battu en match d'appui le Cerro Porteño, les deux formations ayant terminé à égalité de points en tête du classement final. C'est le quarantième titre de champion du Paraguay de l'histoire du club.

## Qualifications continentales
Le vainqueur du tournoi Clôture est qualifié pour la Copa Libertadores 2016. De plus, un classement cumulé des deux tournois de la saison permet d’attribuer la troisième place en Copa Libertadores et les quatre clubs qualifiés pour la Copa Sudamericana 2016.

## Les clubs participants
| - Club Libertad - Club Nacional - Cerro Porteño - Club Guaraní - Club Sportivo Luqueño - Club Sol de América | - Club Sportivo San Lorenzo - Club Olimpia - Club Deportivo Capiatá - Club General Díaz - Club Deportivo Santaní - Club Rubio Ñu |

## Compétition
Le barème utilisé pour établir le classement est le suivant :
- Victoire : 3 points
- Match nul : 1 point
- Défaite : 0 point

### Classement
| Rang | Équipe                    | Pts | J  | G  | N  | P  | Bp | Bc | Diff |
| ---- | ------------------------- | --- | -- | -- | -- | -- | -- | -- | ---- |
| 1    | Club Olimpia              | 44  | 22 | 13 | 5  | 4  | 40 | 22 | +18  |
| 2    | Cerro PorteñoT            | 44  | 22 | 14 | 2  | 6  | 32 | 23 | +9   |
| 3    | Club Guaraní              | 39  | 22 | 12 | 3  | 7  | 52 | 29 | +23  |
| 4    | Club Libertad             | 38  | 22 | 9  | 11 | 2  | 35 | 23 | +12  |
| 5    | Club Deportivo Capiatá    | 33  | 22 | 9  | 6  | 7  | 31 | 34 | -3   |
| 6    | Club Sol de América       | 26  | 22 | 7  | 5  | 10 | 35 | 35 | 0    |
| 7    | Club Deportivo Santaní    | 26  | 22 | 7  | 5  | 10 | 29 | 37 | -8   |
| 8    | Club General Díaz         | 24  | 22 | 6  | 6  | 10 | 18 | 35 | -17  |
| 9    | Club Sportivo Luqueño     | 23  | 22 | 6  | 5  | 11 | 39 | 43 | -4   |
| 10   | Club Rubio Ñu             | 22  | 22 | 5  | 7  | 10 | 22 | 29 | -7   |
| 11   | Club Sportivo San Lorenzo | 22  | 22 | 5  | 7  | 10 | 29 | 38 | -9   |
| 12   | Club Nacional             | 21  | 22 | 5  | 6  | 11 | 21 | 35 | -14  |

|  | Participation au match d'appui pour le titre |
|  | T : Tenant du titre                          |

| Résultats (▼dom., ►ext.)  | CAP | DSA | CCP | GEN | GUA | LIB | NAC | OLI | RUB | SOL | SLU | SSL |
| Club Deportivo Capiatá    |     | 1-1 | 1-0 | 2-0 | 1-1 | 1-1 | 2-3 | 1-2 | 0-0 | 2-1 | 2-1 | 0-4 |
| Club Deportivo Santaní    | 3-0 |     | 0-1 | 1-1 | 2-6 | 0-2 | 2-1 | 0-4 | 1-2 | 1-1 | 4-1 | 2-1 |
| Cerro Porteño             | 1-0 | 2-1 |     | 4-0 | 1-0 | 1-3 | 1-0 | 1-3 | 1-0 | 3-1 | 3-1 | 1-0 |
| Club General Díaz         | 1-1 | 0-1 | 2-0 |     | 0-5 | 0-0 | 1-4 | 1-0 | 1-2 | 0-3 | 1-0 | 1-1 |
| Club Guaraní              | 3-1 | 2-1 | 4-2 | 4-1 |     | 1-2 | 4-0 | 0-2 | 0-1 | 1-2 | 4-2 | 0-1 |
| Club Libertad             | 3-3 | 3-0 | 0-0 | 1-1 | 2-1 | 3-2 | 0-0 | 1-1 | 2-1 | 1-0 | 2-5 | 1-1 |
| Club Nacional             | 1-2 | 1-1 | 1-0 | 0-1 | 0-4 | 1-4 |     | 1-3 | 1-1 | 0-0 | 1-1 | 0-2 |
| Club Olimpia              | 1-2 | 0-0 | 0-1 | 3-1 | 1-2 | 1-1 | 1-0 |     | 2-1 | 3-2 | 4-2 | 3-2 |
| Club Rubio Ñu             | 0-1 | 1-2 | 1-2 | 1-1 | 0-1 | 1-0 | 1-1 | 1-3 |     | 1-1 | 2-2 | 3-0 |
| Club Sol de América       | 1-2 | 3-0 | 2-3 | 0-2 | 2-4 | 2-2 | 1-2 | 1-1 | 4-1 |     | 2-1 | 1-2 |
| Club Sportivo Luqueño     | 5-1 | 1-4 | 2-3 | 2-0 | 2-2 | 1-1 | 3-1 | 0-1 | 2-0 | 1-2 |     | 2-1 |
| Club Sportivo San Lorenzo | 1-5 | 3-2 | 1-1 | 1-2 | 2-2 | 0-2 | 0-2 | 1-1 | 1-1 | 2-4 | 2-2 |     |

#### Match pour le titre
| 9 décembre 2015 | Club Olimpia                   | 2 - 1 | Cerro Porteño | Estadio Defensores del Chaco, Asuncion       |                                              |
|                 | Bareiro 52e · Lugano 64e (csc) |       | 78e Beltran   | Spectateurs : 27 494 Arbitrage : Eber Aquino | Spectateurs : 27 494 Arbitrage : Eber Aquino |
|                 | (Rapport)                      |       |               | Spectateurs : 27 494 Arbitrage : Eber Aquino | Spectateurs : 27 494 Arbitrage : Eber Aquino |

### Classements cumulés
| Rang | Équipe                    | Pts | J  | G  | N  | P  | Bp | Bc | Diff |
| ---- | ------------------------- | --- | -- | -- | -- | -- | -- | -- | ---- |
| 1    | Cerro PorteñoOuv          | 96  | 44 | 30 | 6  | 8  | 73 | 42 | +31  |
| 2    | Club Guaraní              | 86  | 44 | 27 | 5  | 12 | 92 | 55 | +37  |
| 3    | Club OlimpiaClo           | 79  | 44 | 22 | 13 | 9  | 72 | 44 | +28  |
| 4    | Club Libertad             | 76  | 44 | 19 | 19 | 6  | 65 | 46 | +19  |
| 5    | Club Sol de América       | 57  | 44 | 15 | 12 | 17 | 61 | 61 | 0    |
| 6    | Club Sportivo Luqueño     | 57  | 44 | 16 | 9  | 19 | 74 | 72 | +2   |
| 7    | Club Deportivo Capiatá    | 54  | 44 | 14 | 12 | 18 | 60 | 75 | -15  |
| 8    | Club Rubio Ñu             | 48  | 44 | 11 | 15 | 18 | 56 | 65 | -9   |
| 9    | Club Deportivo Santaní    | 47  | 44 | 11 | 14 | 19 | 56 | 70 | -14  |
| 10   | Club General Díaz         | 45  | 44 | 11 | 12 | 21 | 44 | 67 | -23  |
| 11   | Club Nacional             | 43  | 44 | 10 | 13 | 21 | 49 | 72 | -23  |
| 12   | Club Sportivo San Lorenzo | 33  | 44 | 7  | 12 | 25 | 53 | 86 | -33  |

| Rang | Équipe                    | Pts   | J   | G | N | P | Bp | Bc | Diff |
| ---- | ------------------------- | ----- | --- | - | - | - | -- | -- | ---- |
| 1    | Cerro Porteño             | 1,954 | 132 |   |   |   |    |    |      |
| 2    | Club Guaraní              | 1,893 | 132 |   |   |   |    |    |      |
| 3    | Club Libertad             | 1,871 | 132 |   |   |   |    |    |      |
| 4    | Club Olimpia              | 1,492 | 132 |   |   |   |    |    |      |
| 5    | Club Nacional             | 1,394 | 132 |   |   |   |    |    |      |
| 6    | Club Sportivo Luqueño     | 1,318 | 132 |   |   |   |    |    |      |
| 7    | Club Deportivo Capiatá    | 1,257 | 132 |   |   |   |    |    |      |
| 8    | Club Sol de América       | 1,197 | 132 |   |   |   |    |    |      |
| 9    | Club General Díaz         | 1,167 | 132 |   |   |   |    |    |      |
| 10   | Club Rubio Ñu             | 1,121 | 132 |   |   |   |    |    |      |
| 11   | Club Deportivo Santaní    | 1,068 | 44  |   |   |   |    |    |      |
| 12   | Club Sportivo San Lorenzo | 0,750 | 44  |   |   |   |    |    |      |

## Bilan de la saison
| Championnat du Paraguay de football 2015 |                           |
| Champion                                 | Club Olimpia (40e titre)  |
| Qualifications continentales             |                           |
| Copa Libertadores 2016                   | Club Olimpia              |
| Copa Libertadores 2016                   | Club Guaraní              |
| Copa Libertadores 2016                   | Cerro Porteño             |
| Copa Sudamericana 2016                   | Cerro Porteño             |
| Copa Sudamericana 2016                   | Club Libertad             |
| Copa Sudamericana 2016                   | Club Sportivo Luqueño     |
| Copa Sudamericana 2016                   | Club Sol de América       |
| Promotions et relégations                |                           |
| Promus en Primera División               | General Caballero SC      |
| Promus en Primera División               | Club River Plate          |
| Relégués en División Intermedia          | Club Sportivo San Lorenzo |
| Relégués en División Intermedia          | Club Deportivo Santaní    |